# Cryptomeigenia hinei
Cryptomeigenia hinei là một loài ruồi trong họ Tachinidae.